# Вальтер, Генрих
Ге́нрих Ва́льтер (нем. Heinrich Walter, 21 октября 1898, Одесса, Херсонская губерния — 15 октября 1989, Штутгарт, ФРГ) — немецкий (эмигрировал из России в 1918 году) эколог, геоботаник, профессор (1939) и директор Ботанического института в Штутгарте.
Автор известного метода «климадиаграмм».
Научная деятельность посвящена, в основном, геоэкологическому описанию и районированию основных растительных биомов суши («экологических систем геобиосферы»).
Во время оккупации Крыма в 1941—1943 (?) годах был директором Никитского Ботанического сада (Крым). По материалам, собранным в Крыму, издал книгу «Крым. Климат, растительность и сельскохозяйственное освоение», (д-р Генрих ВАЛЬТЕР ст. профессор Имперского университета в Познани, издательство К. Ф. Энгельгардта, Берлин, 1943).
Профессор политэкономии и исследования кустарных промыслов и ремёсел в Высшей школе мировой торговли в Вене — позднее Университет экономики.

## Печатные труды
- Walter H. Bekenntnisse eines Okologen. 2, erganzte Auflage. Gustav Fischer Verlag. Stuttgart. New York, 1981
- Walter H. Die Vegetation der Erde in ökologischer Betrachtung. Jena: G. Fischer, 1962—1968; Bd 1. Die tropischen und subtropischen Zonen — 1962.; Bd 2. Gemässigten und arktischen Zonen. — 1968. (нем.)
- Walter H. Vegetation und Klimazonen: Grundriss der globalen Ökologie. 5., überarb. erg. Aufl. — Stuttgart: Ulmer, 1984. (нем.)
- Walter H., Harnickell E., Mueller-Dombois D. Climate-diagram maps of the individual continents and the ecological climatic regions of the earth: supplement to the Vegetation monographs. — Berlin; N. Y.: Springer-Verlag, 1975. (англ.)
- Вальтер Г. Растительность земного шара: эколого-физиологическая характеристика. — М.: Прогресс. — Т. 1: Тропические и субтропические зоны / пер. с нем. Ю. Я. Ретеюма и И. М. Спичкина под ред. П. Б. Виппера. — 1968.; Т. 2: Леса умеренной зоны / сокр. пер. с нем. Т. Т. Лисовской и Ю. Я. Ретеюма. — 1974.; Т. 3: Тундры, луга, степи, внетропические пустыни / пер. с нем. Ю. Я. Ретеюма под ред. П. А. Работнова.
- Вальтер Г. Общая геоботаника / пер. с нем. и предисл. А. Г. Еленевского. — М.: Мир, 1982.
- Вальтер Г., Алёхин В. Основы ботанической географии. — М.; Л.: Биомедгиз, 1936.